# Mother (John Lennon)

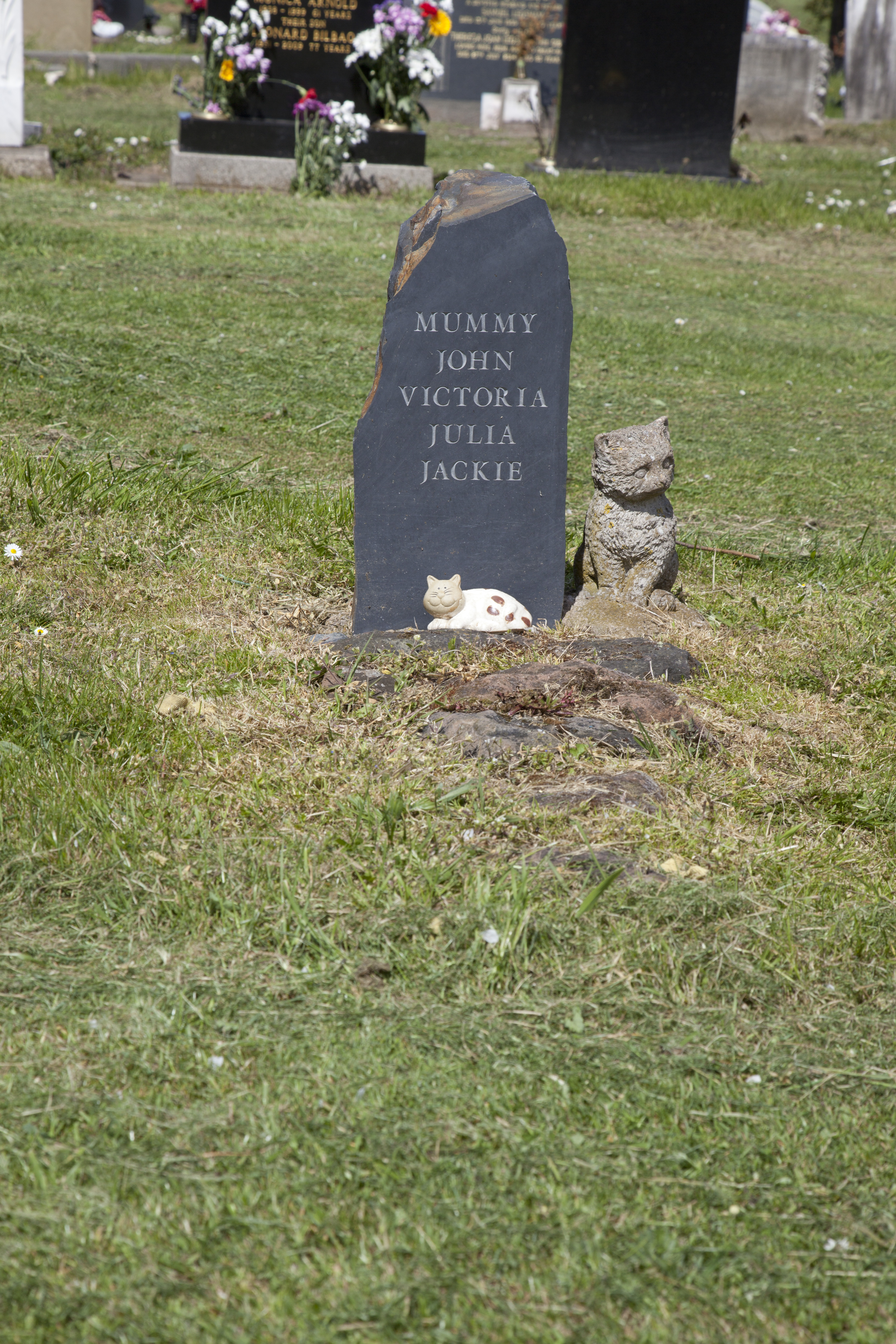
Graf van Julia Lennon, de moeder van John, met de namen van John en zijn drie halfzussen erop

Mother is een lied van John Lennon & Plastic Ono Band.
"Mother" is een emotioneel lied, dat Lennon schreef in een periode waarin hij primaltherapie volgde, een periode die hij omschreef als "more important than the Beatles". Het nummer is een toenadering van Lennon naar zijn ouders en kinderen, waarbij hij zijn oedipuscomplex en slechte verhouding met zijn vader niet verbloemt.
Het nummer begint met een aantal klokslagen op een stille achtergrond. Dit zijn de klokslagen van de begrafenis van Lennons moeder, die door een politieagent werd doodgereden toen Lennon amper zeventien was. Vervolgens neemt Lennon afscheid van zijn moeder en vader, en waarschuwt hij zijn kinderen niet te doen wat hij heeft fout gedaan. Dan volgen een aantal uiterst emotioneel gezongen zinnen, telkens eerst: "mother don't go!", dan: "daddy, come home!". Dit is enorm schreeuwachtig gezongen, en eiste veel van Lennons stem.

## Cover
In 1998 werd "Mother" opgenomen door David Bowie. Zijn versie was bedoeld voor een tributealbum voor Lennon, geproduceerd door Tony Visconti, maar deze werd nooit uitgebracht. In 2021 werd het nummer, samen met een cover van "Tryin' to Get to Heaven" van Bob Dylan, uitgebracht als single ter gelegenheid van wat de 74e verjaardag van Bowie zou zijn.

## NPO Radio 2 Top 2000
| Nummer met noteringen in de NPO Radio 2 Top 2000 | '99  | '00  | '01  | '02  | '03  | '04  | '05  | '06  | '07 | '08  | '09 | '10  |
| ------------------------------------------------ | ---- | ---- | ---- | ---- | ---- | ---- | ---- | ---- | --- | ---- | --- | ---- |
| Mother                                           | 1189 | 1513 | 1328 | 1675 | 1584 | 1540 | 1657 | 1704 | -   | 1851 | -   | 1914 |

1. ↑  Een '-' betekent dat het nummer niet was genoteerd en een vetgedrukt getal geeft de hoogste notering aan.
2. ↑  Deze tabel is bijgewerkt tot en met de laatste editie (2024).